# Ducato del Württemberg
Il Ducato del Württemberg fu un ducato del Sacro Romano Impero. Fu formato dalla precedente omonima Conte del Württemberg, che venne elevata a ducato con diploma imperiale il 21 giugno 1495.

## Estensione
Il territorio del ducato si estendeva tra il Ducato di Baviera e il Margraviato del Baden. Ad esso vennero via via annessi anche altri paesi, più o meno grandi e importanti, come la Contea di Montbéliard, piccolo stato protestante della Borgogna (oggi Francia), il che gli garantiva un secondo voto al Reichstag.

## Storia

### Elevazione a Ducato e riforma protestante

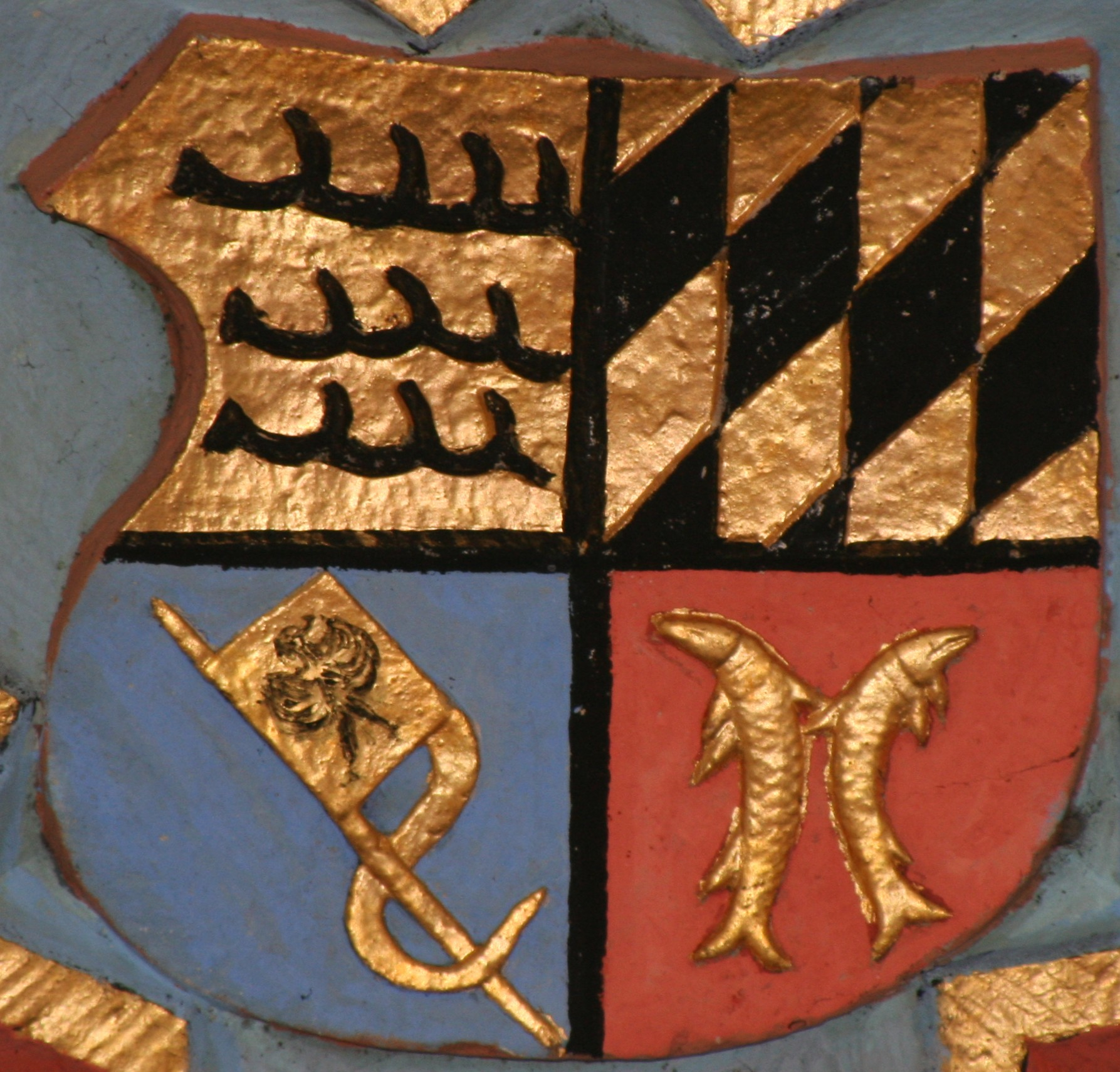
Chiave di volta della Johanneskirche in Weinsberg del 1510, con l'emblema ducale

Il 21 giugno 1495 nella Dieta di Worms il Württemberg fu elevato al rango di ducato dall'imperatore Massimiliano I; nel medesimo anno Eberardo di Bart dava al ducato il suo primo ordinamento. Dopo la sua morte, avvenuta nel 1496, e il colpo di Stato della Ehrbarkeit contro Eberardo II del 1498, la prima metà del XVI secolo, sotto il duca Ulrico (1487–1550), fu contrassegnata da crisi e conflitti armati che solo con il duca Cristoforo (1550 - 1568) trovarono il loro termine.

Armi del duca

Dopo l'inasprimento delle imposte vi fu, nel 1514, un'insurrezione contadina che fu repressa nel sangue da Ulrico. Dopo che nel 1519 aveva assalito la città libera di Reutlingen, fu cacciato dal Württemberg dalle truppe dell'Alleanza Sveva condotte da Giorgio Truchess di Waldburg-Zeil (soprannominato Bauern-Jorg). Solo nel 1534, con l'aiuto del langravio dell'Assia Filippo I, riuscì a rientrare nel ducato.
Con il suo rientro introdusse la Riforma protestante nel Württemberg, chiamando i riformatori Ambrosius Blarer, Erhard Schnepf e Johann Brenz. Inizialmente la riforma nel Württemberg fu la ricerca di una mediazione fra l'orientamento zwingliano e quello luterano, ma con l'allontanamento del Blazer, avvenuto nel 1538, si preparò la strada ad una riforma di tipo luterano, che fu accompagnata dalla secolarizzazione dei beni ecclesiastici.
Il duca Cristoforo proseguì la realizzazione delle strutture dello stato, che già era iniziata con Eberardo I. Sotto il suo regno fu realizzata molta attività legislativa, nella quale spicca il Grande Ordinamento Ecclesiastico del 1559 che codificò ed ampliò le norme religiose e civili fino ad allora seguite.
Dopo che il figlio di Cristoforo, il duca Ludovico (1568-1593) morì senza figli, la signoria pervenne a Federico I (1593-1608), della linea dinastica Württemberg-Mömpelgard. La sua politica fu orientata a ripristinare i privilegi della Ehrbarkeit e a rafforzare la nobiltà. Tale posizione politica e le decisioni circa l'economia mercantilista mostrano chiaramente come Federico I sia stato un esponente del precedente assolutismo.
Durante il suo regno furono eretti numerosi fabbricati di stile rinascimentale, realizzati dall'architetto Enrico Schickhardt.

### La Guerra dei trent'anni ed il ridimensionamento
Nella Guerra dei trent'anni (1618–1648) il Württemberg fu uno dei territori maggiormente coinvolti nel conflitto: dal 1628 il paese rimase più o meno continuamente sotto il controllo di truppe straniere. Con l'Editto di Restituzione dell'imperatore Ferdinando II il Württemberg perse circa un terzo del proprio territorio. Dopo la battaglia di Nördlingen nel 1634, nella quale l'esercito del Württemberg aveva combattuto dalla parte della più debole Svezia, il paese fu sottoposto a saccheggi e incendi e il duca Eberardo III (1628-1674) dovette fuggire in esilio a Strasburgo.
Nel periodo che seguì, il paese soffrì la povertà, la fame ed anche la peste, che nel 1637 lo spopolò (da circa 350 000 abitanti nel 1618, la popolazione scese a poco più di 120.000).

### La pace di Vestfalia e la rinascita
Con la pace di Vestfalia del 1648, nella quale il plenipotenziario del Württemberg Johan Konrad Varnbüler negoziò il ripristino territoriale dei precedenti confini, iniziò l'opera di ricostruzione delle strutture amministrative ed economiche del ducato. Questa riportò presto il paese al livello anteguerra ma rafforzò nuovamente la Ehrbarkeit. Alla fine del XVII secolo il Württemberg fu coinvolto nel confronto militare fra Germania e Francia, nella guerra di successione del Palatinato, nella quinta guerra austro-turca e nella Guerra di successione spagnola. La parte occidentale subì la devastazione da parte dell'esercito predatorio del generale francese Ezechiele di Mélac (in quell'occasione, nel 1692, furono distrutti il convento ed il castello di Hirsau).
Il regno del duca Eberardo Ludovico, il cui padre morì solo nove mesi dopo la sua nascita (1677), fu in forte contrasto e nello stesso tempo il terreno di cultura, per il sorgente pietismo del Württemberg. A questo proposito si noti la sfarzosa costruzione del castello di Ludwigsburg, iniziata nel 1704, ove Eberardo Ludovico si trasferì con la sua amante Guglielmina di Grävenitz, mentre la moglie rimaneva a Stoccarda. Nel 1724 la capitale del Württemberg fu trasferita a Ludwigsburg.
Essendogli premorti il figlio e il nipote, il suo successore fu Carlo Alessandro, parente della linea collaterale Württemberg-Winnental, convertitosi al cattolicesimo. Carlo Alessandro era entrato già all'età di dodici anni al servizio militare dell'Imperatore, a trentatré anni ne era già generale feldmaresciallo e nel lungo periodo di servizio aveva acquisito uno stile di vita di corte piuttosto dispendioso utilizzando come consulente per le sue esigenze finanziarie un ebreo di nome Giuseppe Süß Oppenheimer, che nominò consulente finanziario del ducato con ampi poteri in campo economico e di politica finanziaria. All'improvvisa morte di Carlo Alessandro, avvenuta il 12 marzo 1737, l'Oppenheimer, chiamato spregiativamente “il giudeo Süß”, fu arrestato con l'accusa di corruzione, appropriazione indebita, condotta immorale (aver avuto rapporti sessuali con una cristiana) e, dopo un processo durato quasi un anno, condannato e giustiziato.

### Il regno di Carlo Eugenio
A Carlo Alessandro successe il figlio Carlo Eugenio che non poté tuttavia assumere subito il potere, avendo compiuto appena nove anni. Cresciuto a Bruxelles, fu educato dal 1741 fino alla data dell'inizio del suo regno (1744) alla corte di Federico il Grande di Prussia, a Potsdam e a Berlino. Dal 1744 fino al 1770 Carlo Eugenio fu un signore assolutista e dispotico, che non tollerava neanche la minima divergenza di opinioni o peggio l'opposizione.
Nella Guerra dei sette anni si alleò con l'Impero austriaco contro la Prussia. L'insuccesso in politica estera che emerse alla fine della guerra nel 1763 e il connesso conseguente rafforzamento interno della Ehrbarkeit, così come il dissesto finanziario dovuto allo sfarzoso stile di governo, obbligarono Carlo Eugenio ad un cambiamento di mentalità. In occasione del suo cinquantesimo compleanno annunciò egli stesso il cambiamento.
Riarmo dell'esercito, cautela nella politica estera e revisione delle spese dello stato da una parte e dall'altra promozione del sistema educativo e della cultura, furono i pilastri della seconda parte del suo regno fino alla morte, avvenuta nel 1793. Il popolo attribuì questo cambiamento alla ancor oggi venerata seconda moglie, Francesca di Hohenheim, da lui sposata morganaticamente.
Alla sua morte gli successero i suoi due fratelli, Ludovico Eugenio, (1793-1795) e Federico Eugenio, (1795-1797) che regnarono due anni ciascuno, cedendo Montbéliard alla Francia rivoluzionaria. Alla morte del secondo subentrò il figlio Federico II (1754-1806), che diverrà re con il nome di Federico I, re del Württemberg nel 1806.

### L'età napoleonica e l'elevazione a elettorato
Nel 1800 il Württemberg fu occupato dalle truppe francesi di Napoleone Bonaparte e il duca fu obbligato ad allearsi con la Francia, mentre Napoleone smilitarizzava lo Stato e smantellava le poderose fortezze di Singen (1521), di Hohentwiel e nel 1802 quella di Hohenneuffen.
Nel corso della secolarizzazione conseguente al trattato di Parigi del 20 maggio 1802, che consolidava definitivamente l'annessione alla Francia dei territori sulla riva sinistra del Reno avvenuta nel 1793, anche il Württemberg si vide privato dei possessi posti sulla riva alsaziana. Questo comportò la perdita di Montbéliard e di altri feudi (contea di Horburg e signoria di Riquewihr/Reichenweier, 1324). Viceversa, molti piccoli Stati tedeschi sulla riva destra del fiume furono sciolti e alcuni dei loro territori, fra il 1803 ed il 1806, furono assegnati al ducato di Württemberg (le città imperiali sveve di Memmingen, Biberach, Heilbronn, Ravensburg, Buchhorn-Friedrichshafen, Esslingen, Rottweil, Gmünd, Reutlingen, e le abbazie principesche secolarizzate di Ellwangen, Weissenau, le terre asburgiche sveve di Ehingen, Tuttlingen, Rottenburg).
Nel corso della Reichsdeputationshauptschluss del 1803, il ducato fu elevato a elettorato e meno di tre anni dopo, all'inizio del 1806, veniva addirittura elevato ulteriormente a Regno di Württemberg.